# 우주전사 홍길동
"우주전사 홍길동"(宇宙戰士 洪吉童)은 한국에서 제작된 김현동 감독의 1984년 애니메이션 영화이다. 황기태 등이 제작에 참여하였다.

## 제작진
- 작품: 한국교육영화사
- 제작: 박용석
- 기획: 권혁용, 이희준 (언급되지 않음)
- 사업: 이희준, 김문흥, 김우봉, 조용술
- 원작: 신천중
- 연출: 정수용
- 원화: 이미만
- 동화: 권수영, 이경숙
- 미술감독: 여인홍 (언급되지 않음), 박효식
- 배경: 민병건, 김원영, 예필순, 최영희
- 선화: 유인호
- 채화: 선우인숙, 신미경, 김복희, 김순덕
- 촬영감독: 김종석, 이상화
- 음악: 정민섭
- 주제가: 정여진, 별셋, 여자 어린이들 (언급되지 않음)
- 녹음: 청맥녹음실
- 편집: 조인형
- 현상: 신성현상소
- 추천: 한국안보교육협회
- 감독: 「해돌이 대모험」「해저탐험대 마린 엑스」김현동

## 같이 보기
- 홍길동전
- 홍길동
- 해돌이 대모험
- 해저 탐험대 마린 X
- E.T.